# Melanoleuca humilis
Melanoleuca humilis är en svampart som först beskrevs av Christiaan Hendrik Persoon, och fick sitt nu gällande namn av Narcisse Theophile Patouillard 1900. Melanoleuca humilis ingår i släktet Melanoleuca och familjen Tricholomataceae.   Inga underarter finns listade i Catalogue of Life.